# Mara Torti
Mara Torti (* 17. August 1944 in Sanski Most, Unabhängiger Staat Kroatien als Mara Veinović) ist eine ehemalige kroatisch-serbische Handballspielerin, die dem Kader der jugoslawischen Nationalmannschaft angehörte.

## Karriere
Torti spielte für die jugoslawische Vereine Proleter Zrenjanin, ŽRK Lokomotiva Zagreb und Dalmanada. Im Jahr 1974 gewann die Außenspielerin mit Lokomotiva die jugoslawische Meisterschaft, obwohl der Kader lediglich sieben Spielerinnen umfasste.
Mara Torti bestritt 130 Länderspiele für die jugoslawische Nationalmannschaft, in denen sie 374 Treffer erzielte. Mit der jugoslawischen Auswahl gewann sie bei der Weltmeisterschaft 1965 in der Bundesrepublik Deutschland die Silbermedaille, bei der Weltmeisterschaft 1971 in den Niederlanden die Silbermedaille und bei der Weltmeisterschaft 1973 in Jugoslawien die Goldmedaille. Bei der WM 1973 wurde sie mit 19 Treffern Torschützenkönigin des Turniers.
Ihre Schwester Milka Veinović lief ebenfalls für die jugoslawische Nationalmannschaft auf.